# Gymnocrotaphus
Gymnocrotaphus is een monotypisch geslacht van straalvinnige vissen uit de familie van de zeebrasems (Sparidae).

## Soort
- Gymnocrotaphus curvidens Günther, 1859